# Carl Alvar Wirtanen
| 1600 Vyssotsky  | 22 ottobre 1947  |
| 1685 Toro       | 17 luglio 1948   |
| 1747 Wright     | 14 luglio 1947   |
| 1863 Antinous   | 7 marzo 1948     |
| 1951 Lick       | 26 luglio 1949   |
| 2044 Wirt       | 8 novembre 1950  |
| 6107 Osterbrock | 14 gennaio 1948  |
| (29075) 1950 DA | 22 febbraio 1950 |

Carl Alvar Wirtanen (Kenosha, 11 novembre 1910 – Santa Cruz, 7 marzo 1990) è stato un astronomo statunitense.
Lavorò presso il Lick Observatory.
Scoprì la cometa periodica 46P/Wirtanen e otto asteroidi, di cui ben tre appartenenti al gruppo degli asteroidi Apollo: 1685 Toro, 1863 Antinous e (29075) 1950 DA. Quest'ultimo presenta una probabilità non trascurabile di impattare la Terra nell'anno 2880.
Gli è stato dedicato l'asteroide 2044 Wirt.
| Controllo di autorità | VIAF (EN) 307513855 |